# Nikanora
Nikanora – imię żeńskie pochodzenia greckiego, żeński odpowiednik imienia Nikanor. Imię to pochodzi od greckiego słowa nikao – "zwyciężam", czyli oznacza zwyciężczyni.
Nikanora imieniny obchodzi 10 stycznia i 5 czerwca.